# Au Revoir (Cascada-dal)
Az Au Revoir a Cascada német együttes harmadik kislemeze az Original Me albumról.

## Dallista
Amazon mp3-letöltés
1. Au Revoir (Radio Edit)
2. Au Revoir (DJ Gollum Radio Edit)
3. Au Revoir (Mondo Radio Edit)
4. Au Revoir (DJ Gollum Remix)
5. Au Revoir (Mondo Remix)
6. Au Revoir (Jorg Schmid Remix)
7. Au Revoir (Christian Davies Remix)

CD kislemez
1. Au Revoir (Radio edit)
2. Au Revoir (DJ Gollum remix)
3. Au Revoir (DJ Gollum radio edit)
4. Au Revoir (Mondo remix)
5. Au Revoir (Mondo radio edit)